# Шайнпфлуг, Кристиан Готгельф
Кристиан Готгельф Шайнпфлуг (нем. Christian Gotthelf Scheinpflug; нем. Christian Gotthelf Scheinpflug; 4 июля 1722, Чопау — 7 апреля 1770, Рудольштадт) — немецкий композитор и дирижёр.
Учился музыке в Дрездене. В 1745 году принят в придворную капеллу графства Шварцбург-Рудольштадт в качестве певца (тенора). В 1747 году получил звание камер-музыканта, однако в том же году был направлен в Йенский университет, где изучал философию и право. Вернувшись в Рудольштадт в 1751 году, занял должность придворного юриста. После смерти придворного капельмейстера Георга Гебеля-младшего в 1754 году возглавил придворную капеллу и руководил ею до конца жизни. Учеником Шайнпфлуга был Генрих Кристоф Кох, который в дальнейшем часто использовал фрагменты произведений своего учителя как иллюстративный материал в своих музыковедческих трудах, чем способствовал его более широкой посмертной известности.
Творческое наследие Шайнпфлуга включает 26 симфоний, 17 партит, разнообразные духовные сочинения, в том числе музыкальную драму «Паломники на Голгофе» (нем. Die Pilgrimme auf Golgatha). Две симфонии Шайнпфлуга были записаны Тюрингским камерным оркестром в 1990-е гг.